# Sericia parvipennis
Sericia parvipennis là một loài bướm đêm trong họ Erebidae.